# Балтимор
Ба́лтимор (англ. Baltimore, /ˈbɔːltɪmɔːr/, местный: /bɔːldəˈmɔːr/ или /ˈbɔːlmər/) — город на востоке США, крупнейший населённый пункт штата Мэриленд. Основан в 1729 году.
В 1776—1777 годах — столица США.
Балтимор является независимым городом, то есть не входящим в состав округа.

## Физико-географическая характеристика
Город находится на севере центральной части Мэриленда, на реке Патапско близ места её впадения в Чесапикский залив. Балтимор расположен на границе между плато Пидмонт и Атлантической равниной, что разделяет его на «нижний город» и «верхний город». Высота над уровнем моря для города разная в разных местах — от уровня моря возле залива до 150 метров в районе Пимлико в северо-западной части города.
Согласно данным бюро статистики США, город занимает общую площадь 238,5 км², из которых 209,3 км² приходится на сушу и 29,2 км² — на водные ресурсы. Всего 12,24 % общей площади города занято водой.

### Климат
Балтимор имеет влажный субтропический климат (Cfa согласно классификации климата Кёппена).
| Показатель                                                                | Янв.  | Фев.  | Март  | Апр.  | Май   | Июнь  | Июль  | Авг.  | Сен.  | Окт.  | Нояб. | Дек.  | Год  |
| ------------------------------------------------------------------------- | ----- | ----- | ----- | ----- | ----- | ----- | ----- | ----- | ----- | ----- | ----- | ----- | ---- |
| Абсолютный максимум, °C                                                   | 26    | 28    | 32    | 34    | 37    | 41    | 42    | 41    | 38    | 37    | 30    | 24    | 42   |
| Средний суточный максимум, °C                                             | 6,2   | 8,0   | 12,7  | 19,2  | 24,2  | 29,1  | 31,6  | 30,3  | 26,5  | 20,2  | 14,1  | 8,6   | 19,2 |
| Средняя температура, °C                                                   | 1,3   | 2,6   | 6,8   | 12,8  | 18,0  | 23,1  | 25,7  | 24,6  | 20,7  | 14,1  | 8,3   | 3,7   | 13,4 |
| Средний суточный минимум, °C                                              | −3,7  | −2,8  | 1,1   | 6,4   | 11,8  | 17,0  | 19,8  | 18,8  | 14,9  | 8,1   | 2,5   | −1,3  | 7,7  |
| Абсолютный минимум, °C                                                    | −22   | −22   | −16   | −9    | 0     | 4     | 10    | 7     | 2     | −4    | −11   | −19   | −22  |
| Среднее число солнечных часов в месяц                                     | 155,4 | 164,0 | 215,0 | 230,7 | 254,5 | 277,3 | 290,1 | 264,4 | 221,8 | 205,5 | 158,5 | 144,5 | 2582 |
| Среднее число дней с осадками                                             | 10    | 9     | 11    | 11    | 12    | 11    | 10    | 10    | 9     | 9     | 9     | 10    | 121  |
| Норма осадков, мм                                                         | 78    | 74    | 102   | 86    | 98    | 101   | 114   | 104   | 113   | 100   | 80    | 94    | 1143 |
| Источник: Национальное управление океанических и атмосферных исследований |       |       |       |       |       |       |       |       |       |       |       |       |      |

## История
В XVII веке на Восточном побережье возникло несколько поселений с названием Балтимор. Современный Балтимор появился в 1729 году (с 30 июля 1729 г.) и был назван в честь ирландского землевладельца лорда Балтимора, первого правителя колонии Мэриленд. Его имя (англ. Baltimore) является англизированной формой ирландского Baile an Tí Mhóir (означает Town of the Big House — «Город Большого Дома»).
С Балтимором тесно связана жизнь американского писателя Эдгара Аллана По. Он жил в Балтиморе в 1829 и 1831 годах, в 1835 году в Балтиморе он женился, а 7 октября 1849 года умер.
После убийства Мартина Лютера Кинга (в Мемфисе, штат Теннесси) 4 апреля 1968 года в Балтиморе, одновременно с другими городами, вспыхнули массовые беспорядки (Балтиморский бунт 1968 года). В город было введено около 11 000 национальных гвардейцев и федеральных войск.

Общественный порядок был восстановлен лишь 12 апреля 1968 года. Балтиморский бунт нанёс городу убытков на $10 млн (в 2025 году — $91 млн).
C 9 по 19 июля 2000 года в Эммитсберге и Балтиморе состоялась восьмая пленарная сессия Смешанной международной комиссии по богословскому диалогу, её темой стало обсуждение вопроса «Экклесиологические и канонические предпосылки униатства».
Весной 2015 года после смерти арестованного полицией афроамериканца Фредди Грея в Балтиморе начались волнения, для подавления которых в город была введена Национальная гвардия США.
26 марта 2024 года в городе обрушился мост Фрэнсиса Скотта Ки после того, как контейнеровоз MV Dali под флагом Сингапура столкнулся с одной из его опор.

## Население
Балтимор является самым крупным городом в штате Мэриленд. Современный Балтимор — город с преимущественно афроамериканским населением. Число его жителей в 2008 году достигало 636 919 человек, из которых 64 % приходилось на афроамериканцев и около 2 % на латиноамериканцев.
По данным переписи 2000 года 68,4 % жителей Балтимора имеют среднее образование и лишь 19 % — высшее.

## Экономика
Крупнейшими работодателями в Балтиморе являются Моргановский университет штата и национальный медицинский центр больницы Джонса Хопкинса Университета Джонса Хопкинса
Близ Балтимора расположен металлургический завод «Спэрроуз Пойнт» (англ. Sparrows Point), с 2008 года принадлежащий российской компании «Северсталь». Выплавка стали на заводе началась в 1889 году, в середине XX века завод был крупнейшим сталелитейным заводом в мире. По состоянию на 2009 год на заводе выпускалось 3 млн т стали в год. «Спэрроуз Пойнт» — единственный на Восточном побережье США завод с полным циклом металлургического производства.

## Транспорт
С 1983 года в городе действует метрополитен (одна линия), с 1992 года — скоростной трамвай (легкорельсовый транспорт) (три линии). Вместе с городскими, скоростными, экспрессными, пригородными автобусами и пригородными поездами MARC Train, они составляют систему транспорта компании Maryland Transit Administration (MTA).
Балтимор — важный железнодорожный узел национальной сети Amtrak с одним из самых загруженных вокзалов Пенн и центром Мэрилендской железной дороги. В городе действует один из старейших в стране морской порт (основан в 1706 до самого города). Город обслуживает один из важнейших на атлантическом побережье международный аэропорт Вашингтон-Балтиморской конурбации имени Таргуда Маршалла и местный аэропорт штата Мартин.

## Спорт
В городе располагается Акваклуб Северного Балтимора, в котором тренировались или тренируются пять призёров Олимпийских игр и чемпионатов мира по плаванию: Майкл Фелпс, Кэти Хофф, Бетт Ботсфорд, Энита Нолл, Тереза Эндрус.
Также в городе существует команда по американскому футболу «Балтимор Рэйвенс» и бейсболу «Балтимор Ориолс».

## Города-побратимы
Балтимор является городом-побратимом для следующих городов:
- Египет: Александрия, Луксор
- Израиль: Ашкелон
- Германия: Бремерхафен
- Либерия: Гбарнга
- Италия: Генуя
- Япония: Кавасаки
- Украина: Одесса
- Греция: Пирей
- Нидерланды: Роттердам
- Китай: Сямынь

## Воплощение в массовой культуре
На улицах Балтимора разворачиваются события, происходящие в полицейских телесериалах «Убойный отдел», «Прослушка», «Мы владеем этим городом», и «Ганнибал (сериал)», а также художественных фильмов «Забегаловка» (1982), «Окно спальни» (1987), «Плакса» (1990), «Шаг Вперед» (2006), «Лак для волос» (1988 и 2007) и «12 обезьян» (1995).